# 市政府駅 (台中市)
市政府駅（しせいふえき）は台湾台中市西屯区恵来里にある台中捷運緑線の駅。文心路と台湾大道の交差点南西側に位置する。

## 利用可能な路線
- 台中捷運緑線
- 台中捷運藍線（計画中）

## 沿革
計画時の駅番号はG9だった(p88)。
- 2013年3月15日 - 当駅を含む工区起工[2](pp4-5)。
- 2018年6月30日 - 駅名決定[3]。
- 2020年
  - 5月 - 駅名変更決定（台中市政府→市政府。ただし英語表記はTaichungを冠したまま維持）[4]。
  - 10月10日 - 駅構内を一般公開[5]。
  - 11月16日 - 緑線プレ開業（12月15日まで4週間無料）[6]。
  - 11月22日 - 車両点検のため全線プレ開業中止[7]。
  - 12月19日 - 緑線正式開業予定[6]。
- 2021年
  - 3月25日 - 緑線プレ営業再開（4月23日までの30日間はIC無料。4月24日は運休）[8]。
  - 4月25日 - 正午に当駅での開業式典を経て[9]、緑線正式開業[10]。

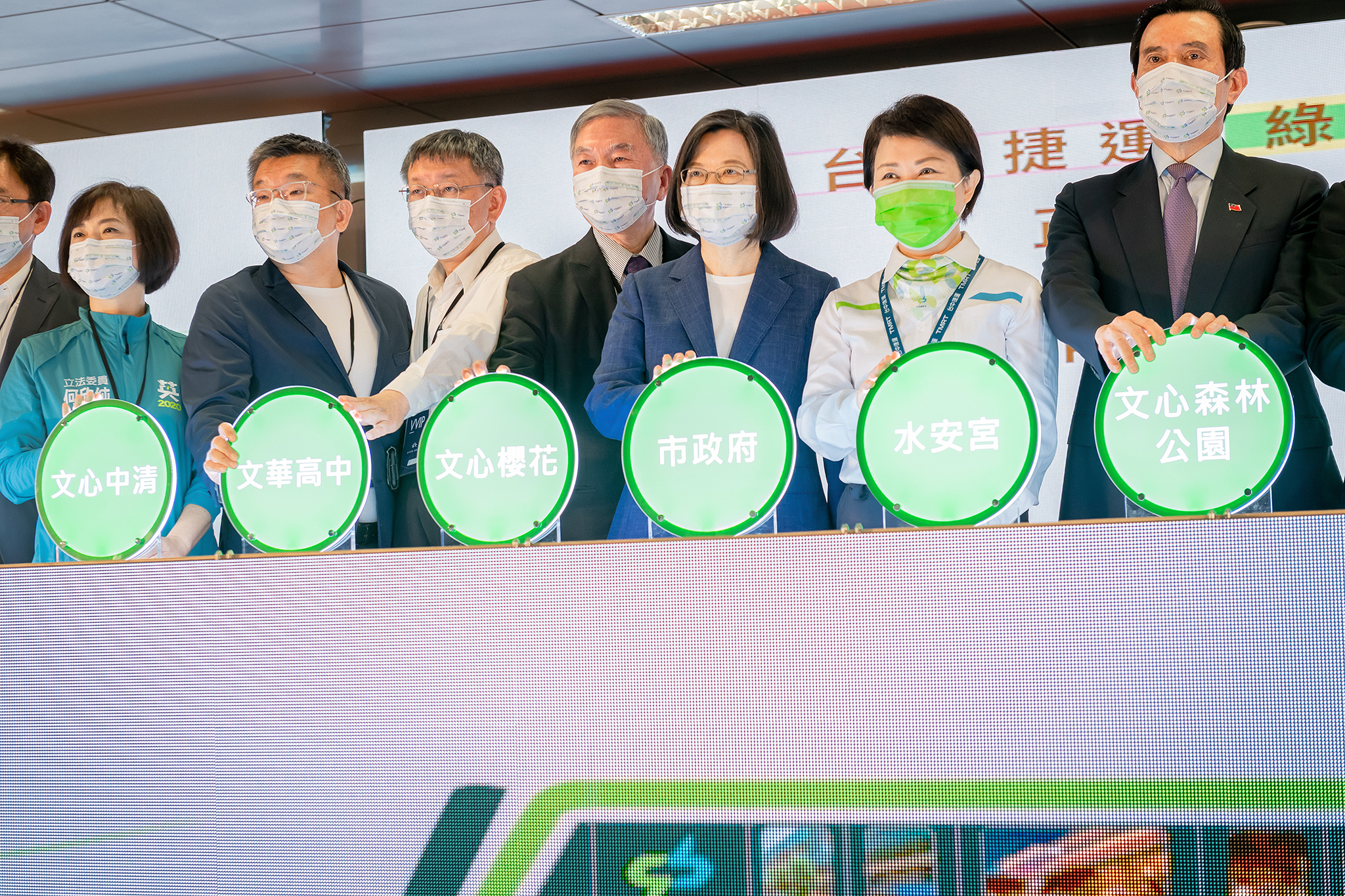
当駅での開業式典に参列した政治家（2021年4月25日）。

## 駅構造
相対式ホーム2面2線の高架駅。3階コンコース2階ホーム。高鉄台中方に留置線があり(p31)、早朝に当駅始発の列車が運行される。駅舎は長さ118.6メートル、幅26.9メートル、ホーム地上高13メートル。

### 駅階層
3階の各ホームごとにコンコースがあり、双方のホームの往来は跨線橋を利用する。
|                               |                                                            |        |
| 地上 四階                     | 連絡通路                                                   | 跨線橋 |
| 地上 三階                     |                                                            |        |
| コンコース層 （2番ホーム方）  | 出入口、コンコース、案内所、自動券売機、自動改札機、トイレ |        |
| 相対式ホーム 右側のドアが開く |                                                            |        |
| 2番ホーム                     | ←■ 緑線 大慶・高鉄台中站方面（水安宮駅）                   |        |
| 1番ホーム                     | →■ 緑線 松竹・北屯総駅方面（文心桜花駅）→                  |        |
| 相対式ホーム 右側のドアが開く |                                                            |        |
| コンコース層（1番ホーム方）   | コンコース、窓口、自動券売機、改札口 売店、便所            |        |
| 地上                          | 出入口層                                                   | 出入口 |

### 駅出口
- 出口1（西側）：台中市政府
- 出口2（東側）：台湾大道二段

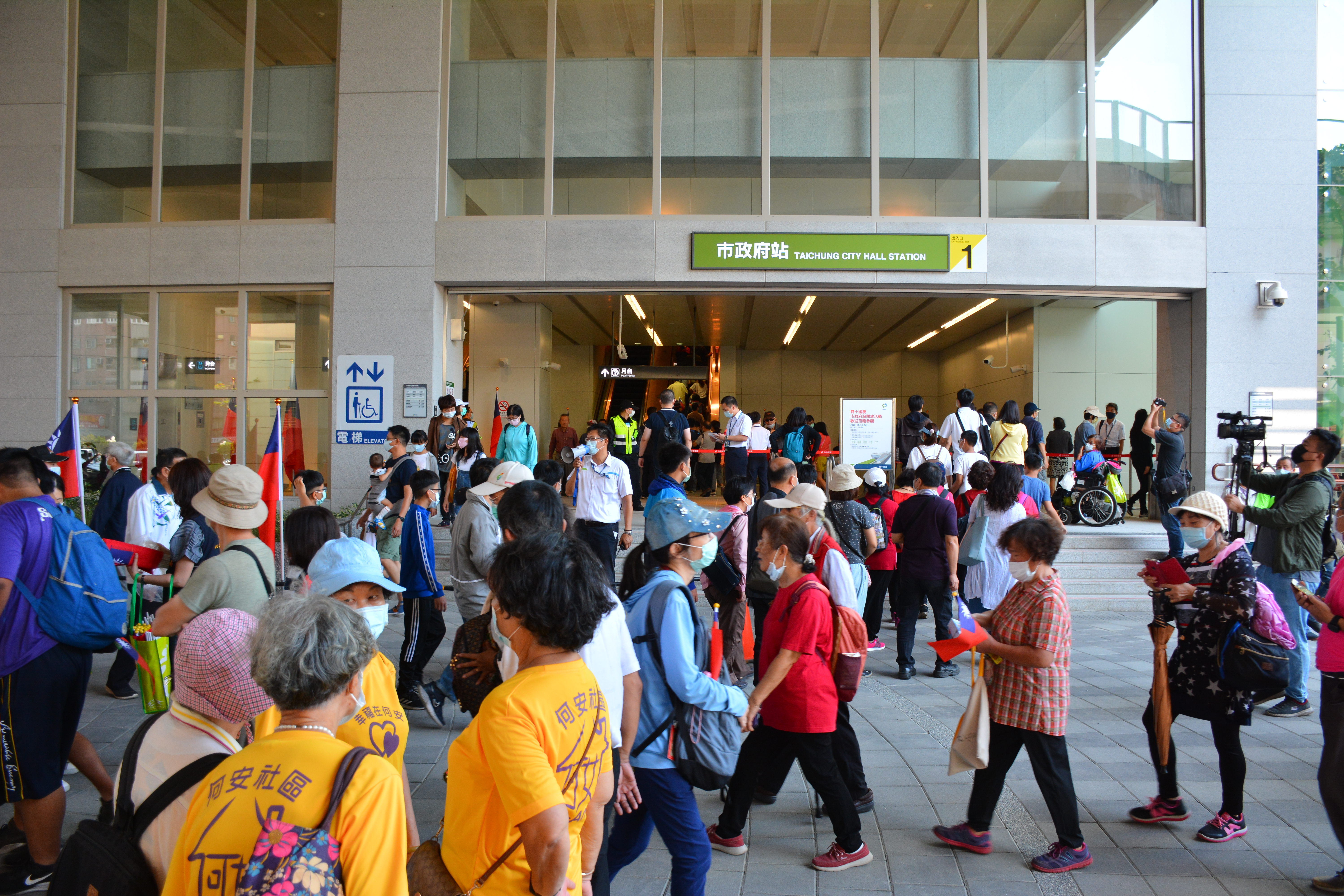
出口1
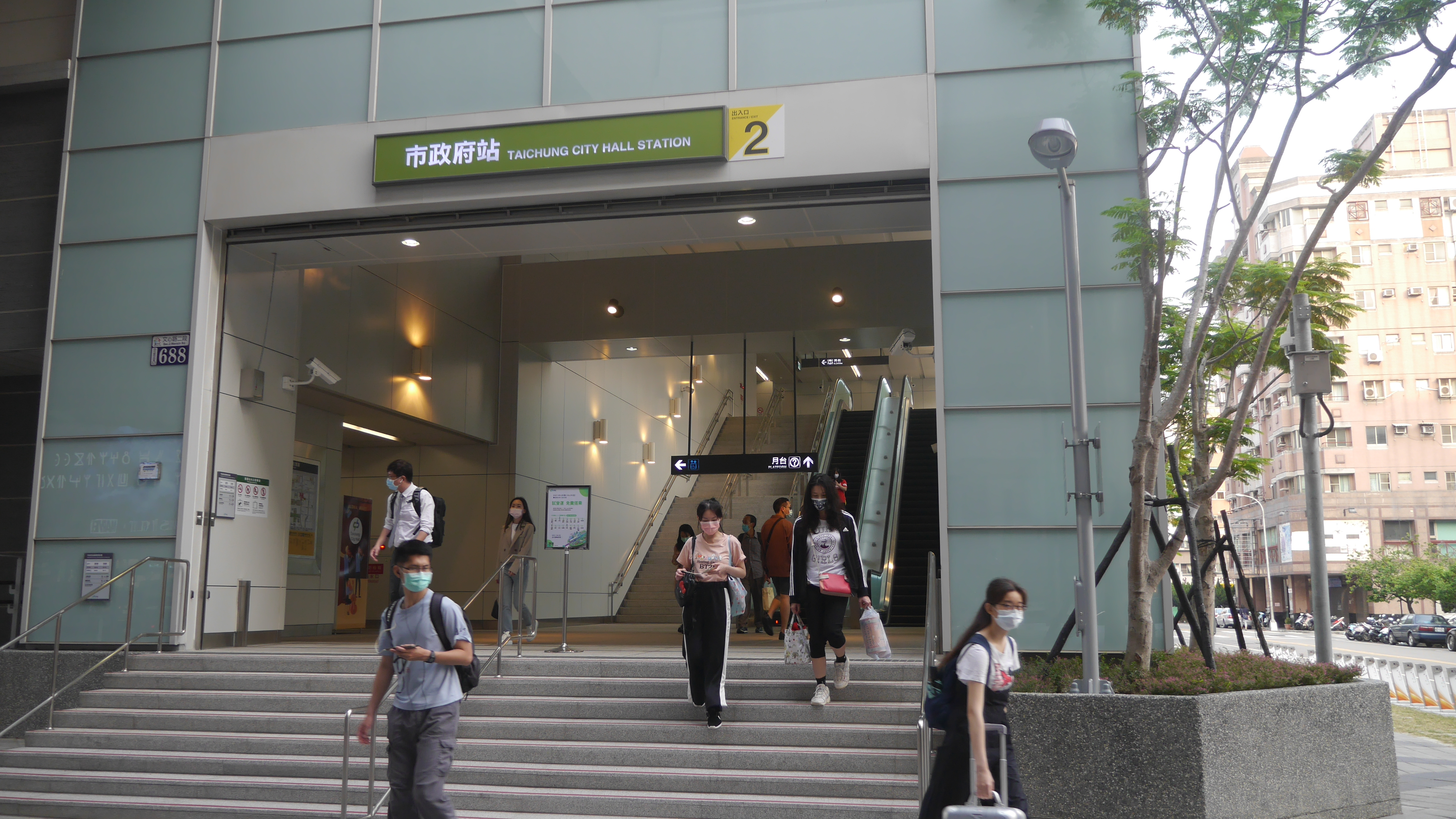
出口2

## 利用状況
プレ営業期間中（3/25-4/23）は利用客数が全体の11%を占め高鐵台中駅に次ぐ多さだった。

## 駅周辺
- 七期重画区（中国語版）
  - 台中国家歌劇院
  - TopCity台中大遠百（中国語版）
    - 眼鏡市場

  - 新光三越台中中港店
    - オンデーズ

  - 蔦屋書店台中市政店
  - 台湾大道市政大楼（中国語版）（総合市庁舎）
  - 文心市政大楼（中国語版）（第二市庁舎）
  - 新市政公園
  - 台中市議会（中国語版）議政大楼
  - 行政院財政部中区国税局台中分局
  - 滙豐銀行 台中分行
- DON DON DONKI 台中 Tiger City店（2023年11月9日オープン[15]）

## 隣の駅
台中捷運
緑線（烏日文心北屯線）
文心桜花駅 109 - 市政府駅 110 - 水安宮駅 111

### 註釈
1. ↑  2020年11月16日にプレ開業、中断を経て3月25日から4月23日にプレ営業再開